# Strongylurus minor
Strongylurus minor är en skalbaggsart som beskrevs av Blackburn 1894. Strongylurus minor ingår i släktet Strongylurus och familjen långhorningar. Inga underarter finns listade i Catalogue of Life.